# Rosa oxyacantha
Rosa oxyacantha är en rosväxtart som beskrevs av Friedrich August Marschall von Bieberstein. Rosa oxyacantha ingår i släktet rosor, och familjen rosväxter. Utöver nominatformen finns också underarten R. o. golaensis.